# بيتر هانسن
بيتر هانسن (بالإنجليزية: Peter Hansen)‏ هو ممثل أمريكي، ولد في 5 ديسمبر 1921 في الولايات المتحدة، وتوفي بنفس المكان في 9 أبريل 2017. بدأ مشواره المهني سنة 1934.

## أعمال

### مسلسلات
- المستشفى العام

## وصلات خارجية
- بيتر هانسن على موقع IMDb (الإنجليزية)
- بيتر هانسن على موقع روتن توميتوز (الإنجليزية)
- بيتر هانسن على موقع أول موفي (الإنجليزية)
- بيتر هانسن على موقع قاعدة بيانات الأفلام السويدية (السويدية)
- بيتر هانسن على موقع إن إن دي بي (الإنجليزية)
- بيتر هانسن على موقع قاعدة بيانات الفيلم (الإنجليزية)